# 香川県道150号屋島停車場屋島公園線
香川県道150号屋島停車場屋島公園線（かがわけんどう150ごう やしまていしゃじょうやしまこうえんせん）は、香川県高松市を通る一般県道である。

## 概要
本道路は、屋島の南麓の相引川沿いを除き、ほぼ屋島の外周を周回する。北部は瀬戸内海国立公園の指定地内を通るが、道沿いに住宅などは無い。浦生（うろ）集落への南入口と北入口の間は、3.2 m幅の狭い道路である。
本道路は、国指定の史跡および天然記念物「屋島」の指定地内を周回する。屋島湾に面した屋島東町は、源平合戦の讃岐屋島古戦場である。いにしえの塩田跡は、埋め立てられて住宅街に改変されている。海は見えないが、合戦にまつわる史跡が点在する古戦場跡を貫く道路である。
本道路は、「ランナーが選ぶ都道府県別ランニングコース10選（香川県）」に選定されている。コース名は、史跡・天然記念物「屋島」一周コースである。

### 路線データ
- 本線（Google マップ）
- 起点：香川県高松市高松町字帰来（JR屋島駅前）[7]
- 終点：香川県高松市高松町字斉田（香川県道36号高松牟礼線交点）[7]
- 延長：12.550 km[7]

## 路線状況

### 重複区間
- 香川県道155号牟礼中新線（高松市高松町）
- 国道11号（高松市高松町・高松町交差点 - 高松市屋島西町・屋島西町交差点）

### 道路施設

#### 橋梁
起点から
- 大橋[注釈 1][11]（相引川）
- 新開橋[注釈 1][11]（汐入川）
- 浜北橋[注釈 1][11]（汐入川）
- 明神橋[注釈 1][11]（相引川）

## 地理

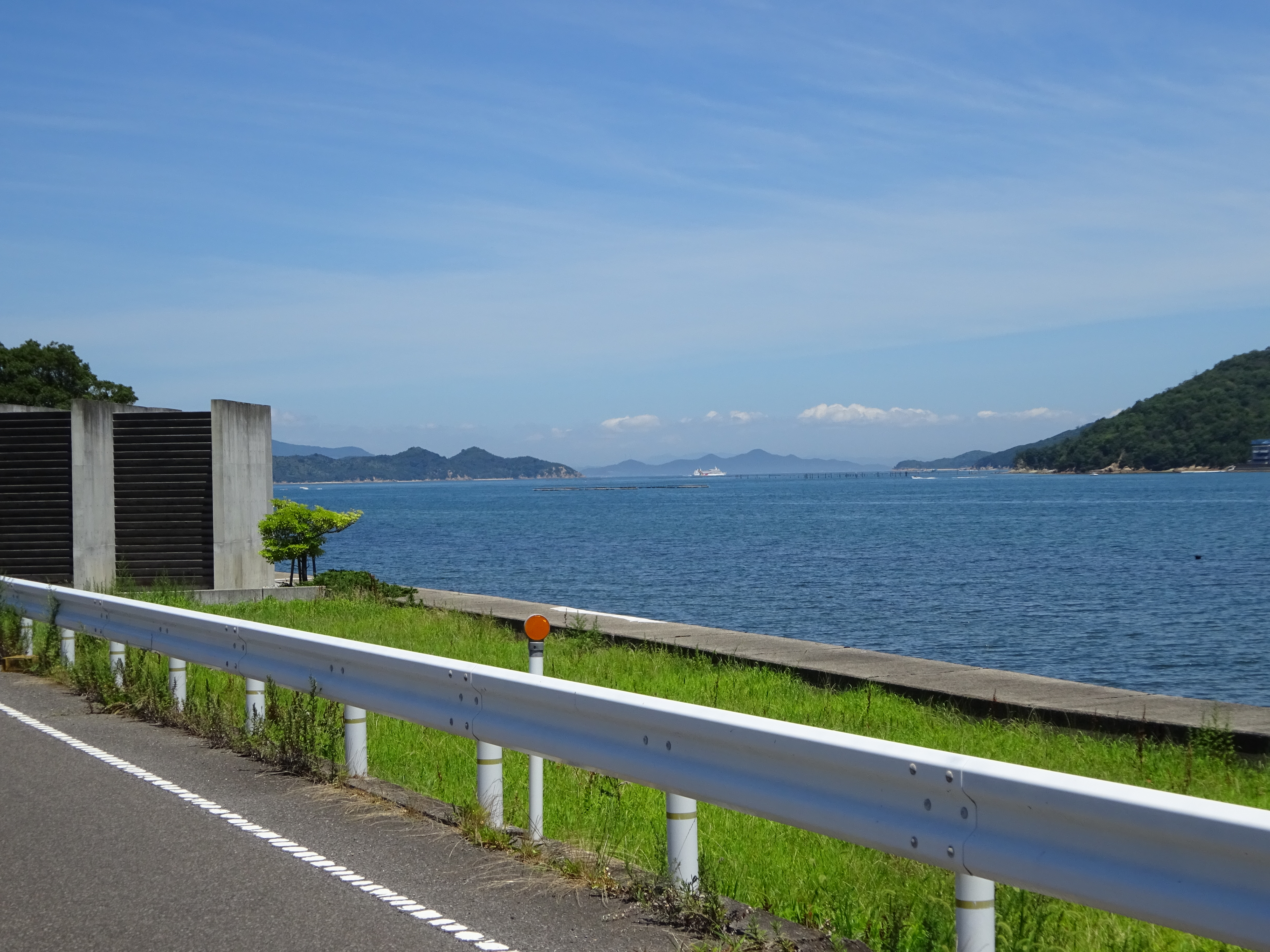
屋島湾と庵治半島

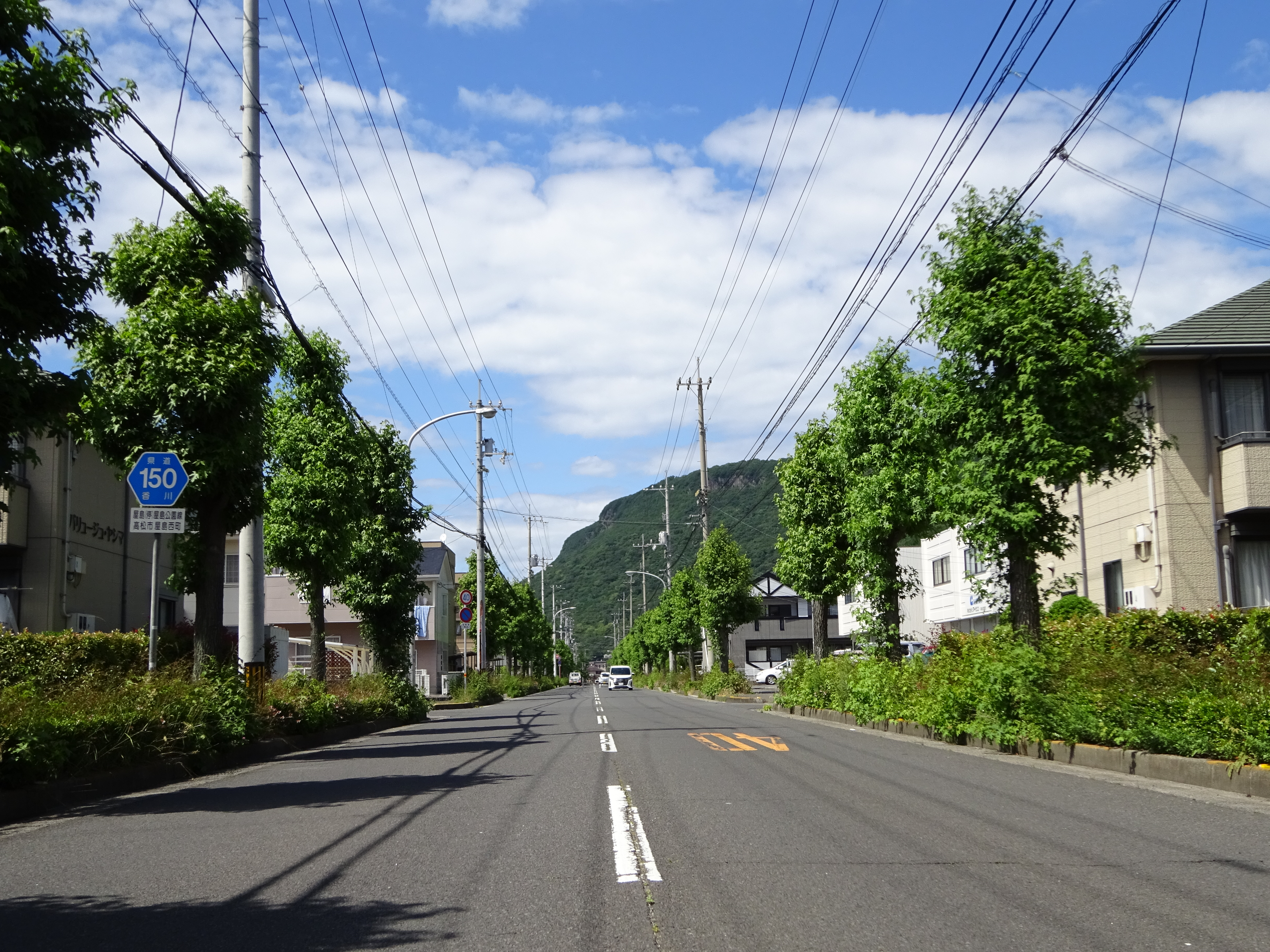
屋島西町・長崎ノ鼻方面

### 通過する自治体
- 高松市

### 交差する道路
| 交差する道路                                    | 交差する場所 | 交差する場所   |
| ----------------------------------------------- | ------------ | -------------- |
| 香川県道155号牟礼中新線 重複区間起点            | 高松町       |                |
| 香川県道155号牟礼中新線 重複区間終点            | 高松町       |                |
| 国道11号 重複区間起点                           | 高松町       | 高松町交差点   |
| 香川県道14号屋島公園線 香川県道30号塩江屋島西線 | 屋島西町     | 屋島西町交差点 |
| 国道11号 重複区間終点                           | 屋島西町     | 屋島西町交差点 |
| 瀬戸大橋通り                                    | 屋島西町     | 屋島西町交差点 |
| 香川県道36号高松牟礼線                          | 高松町       | 終点           |

### 交差する鉄道
- 高松琴平電気鉄道志度線
  - 潟元踏切[注釈 1][11]（潟元駅の西側）
  - 明神橋踏切[注釈 1][11]（明神橋の南側）

### 沿線
- JR四国高徳線 屋島駅
- 高松琴平電気鉄道志度線 潟元駅
- 高松北警察署 屋島交番
- 屋島少年自然の家

## ギャラリー

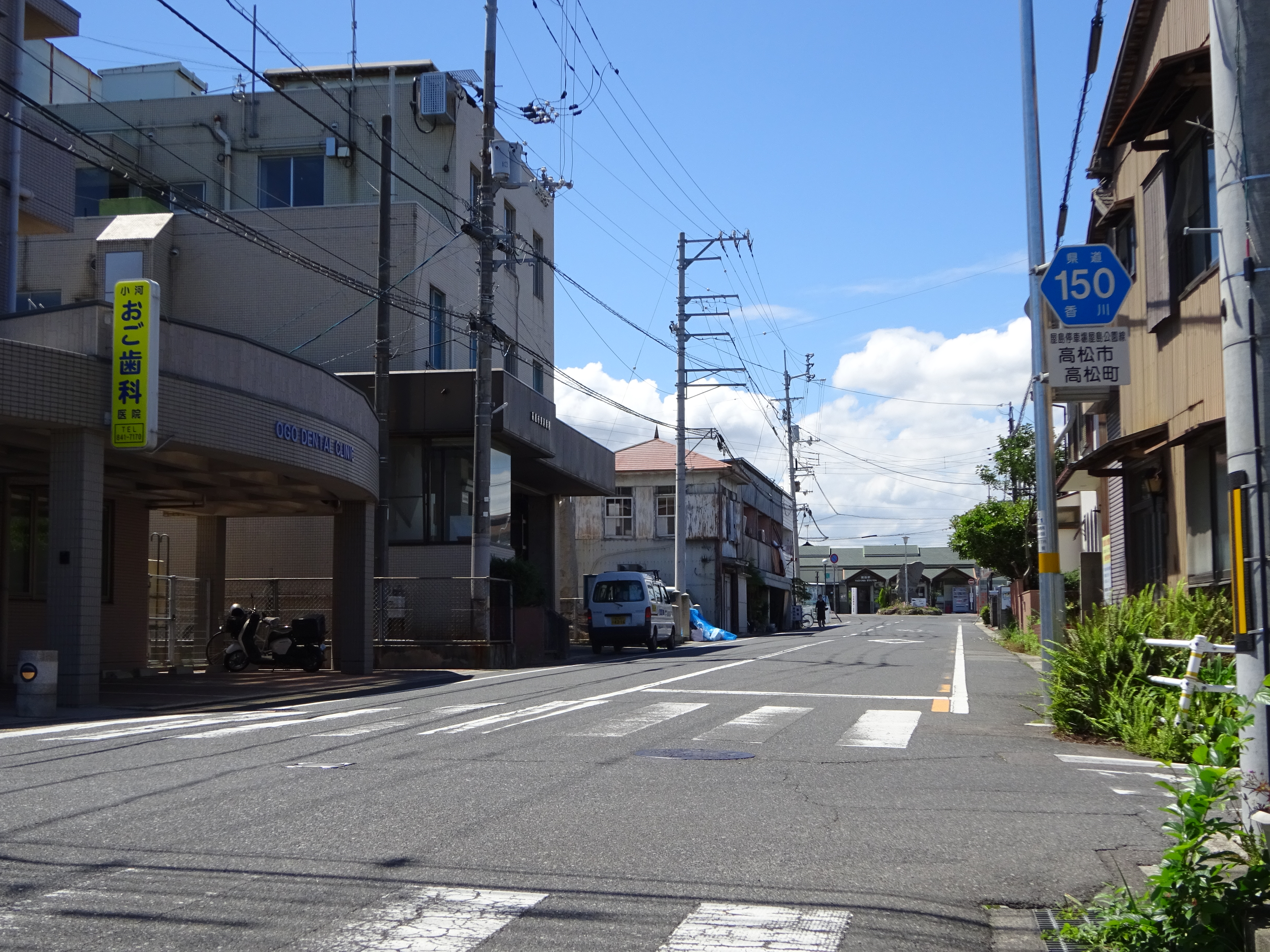
起点のJR屋島駅前
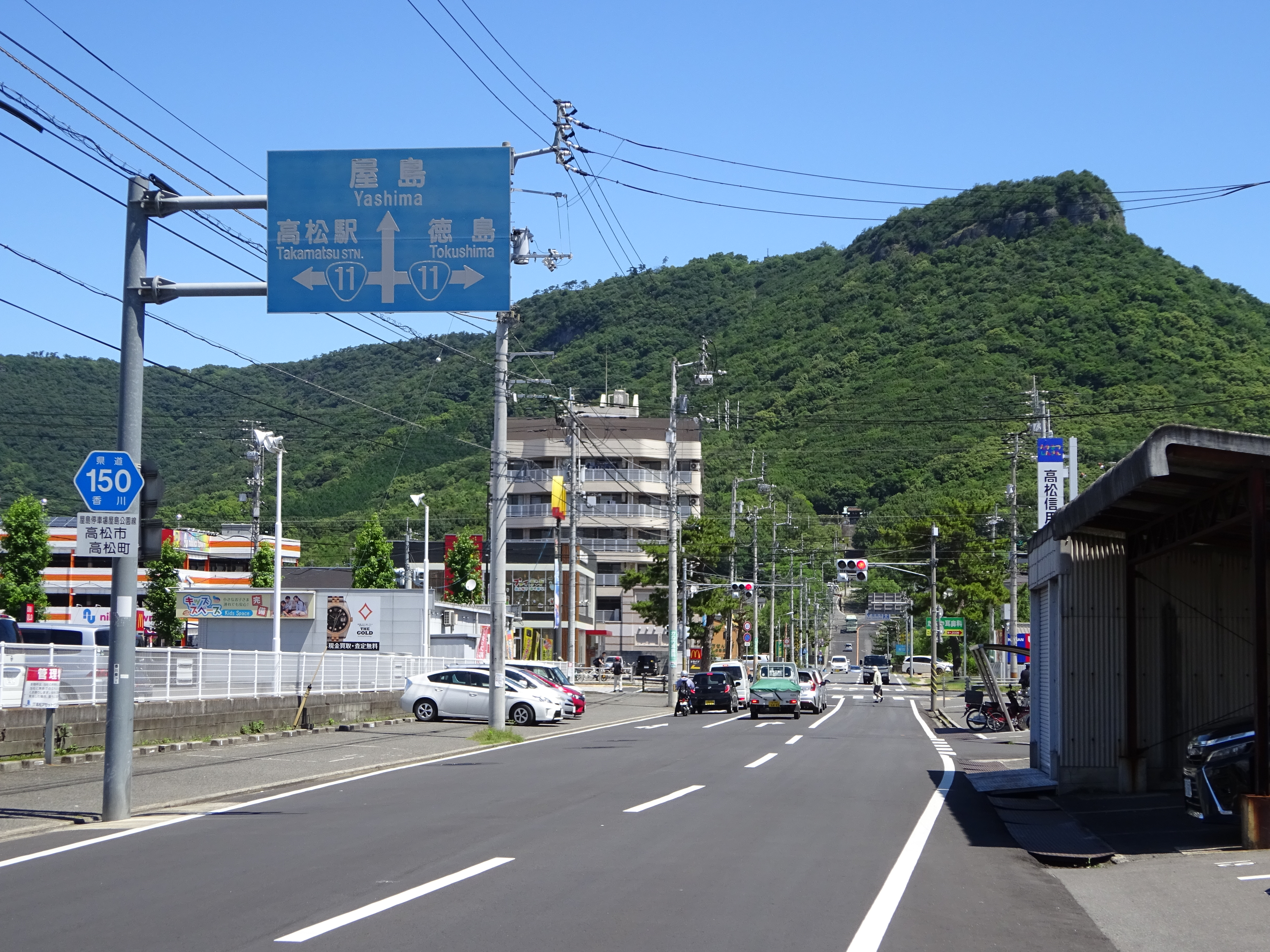
高松市高松町で国道11号との交点となる屋島交差点
高松市屋島西町の浦生集落南入口。道路幅員が狭くなる。
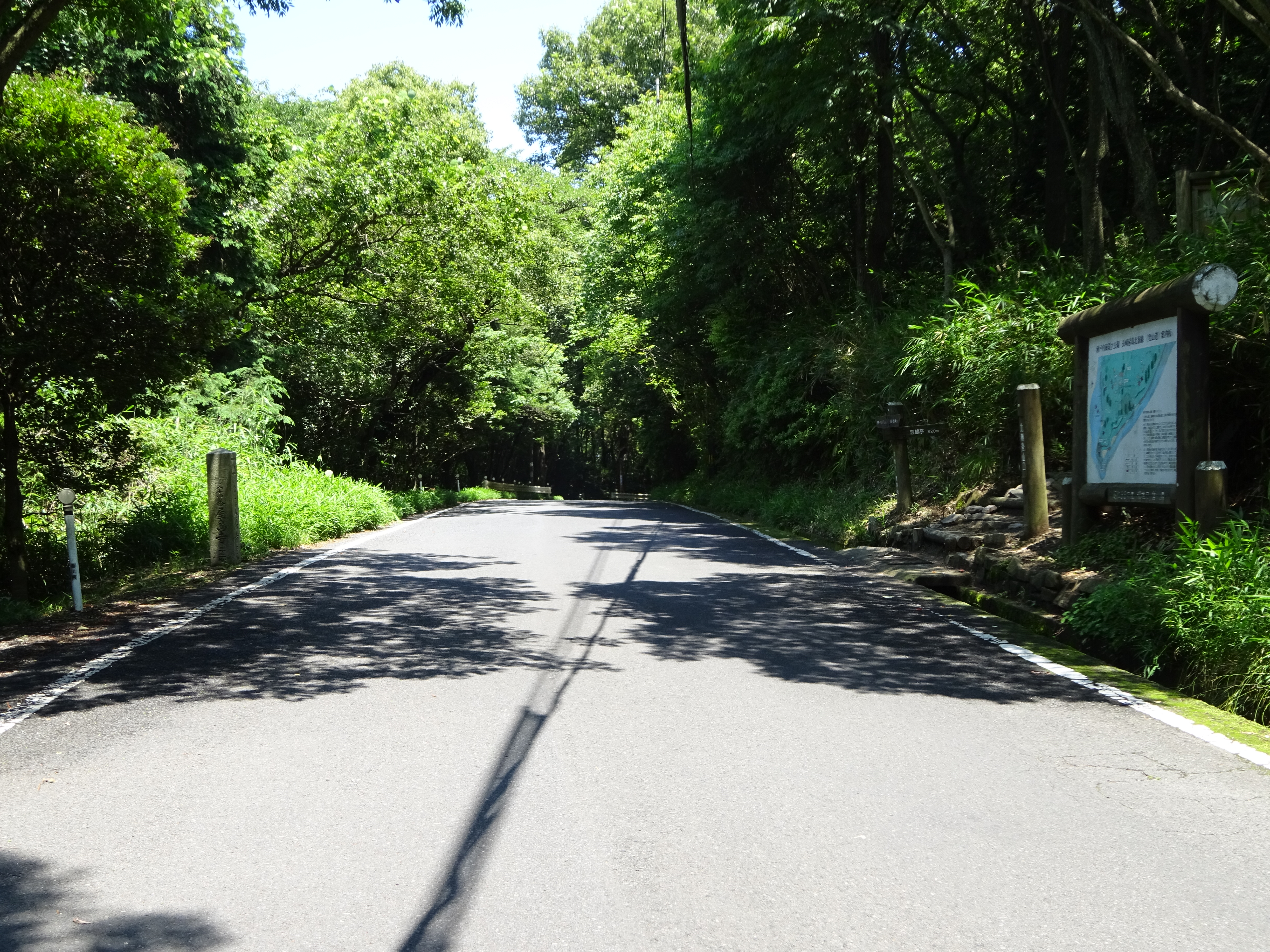
屋島の北部外周付近。道端に北嶺登山口がある。
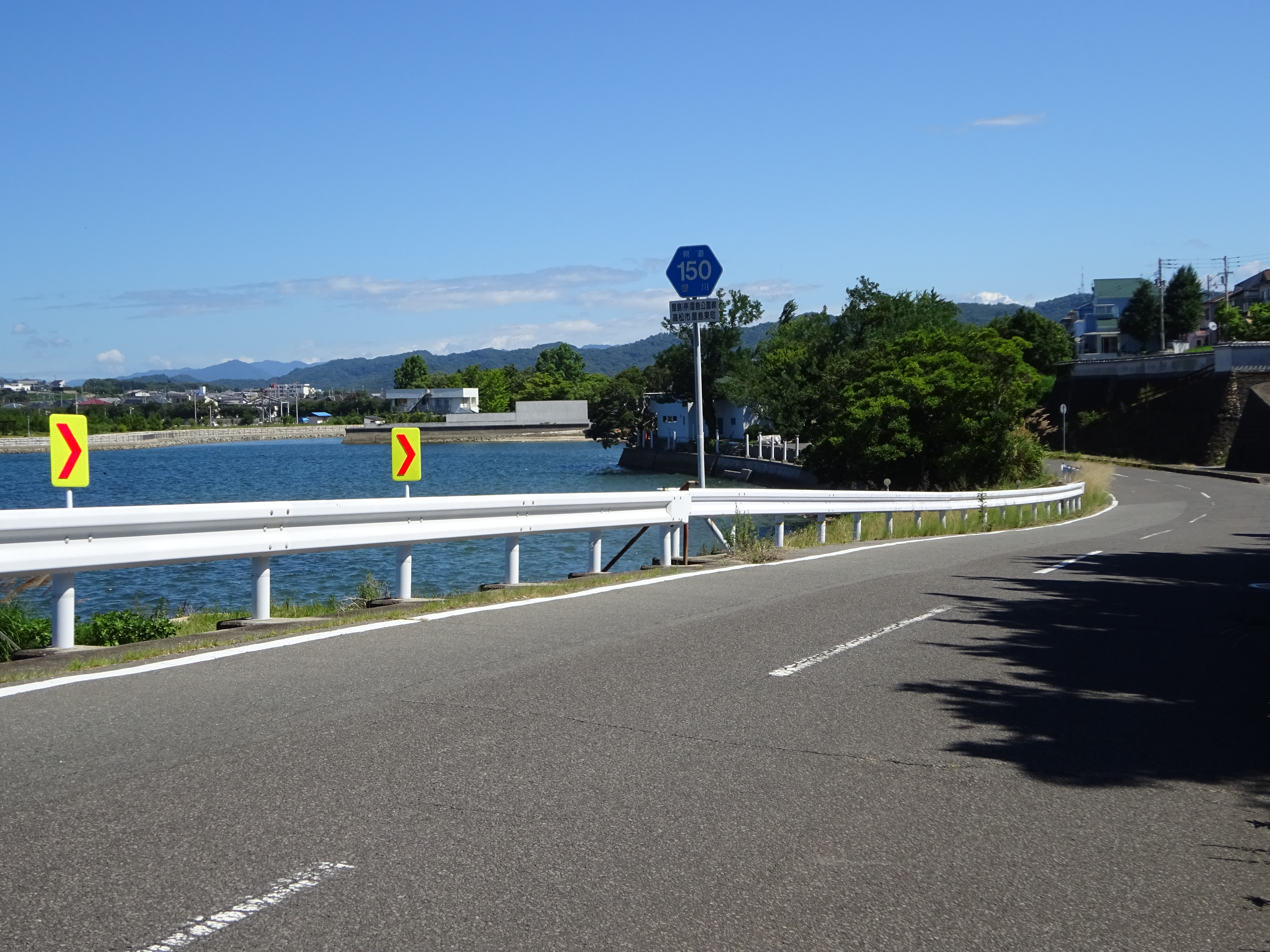
屋島東町（北）
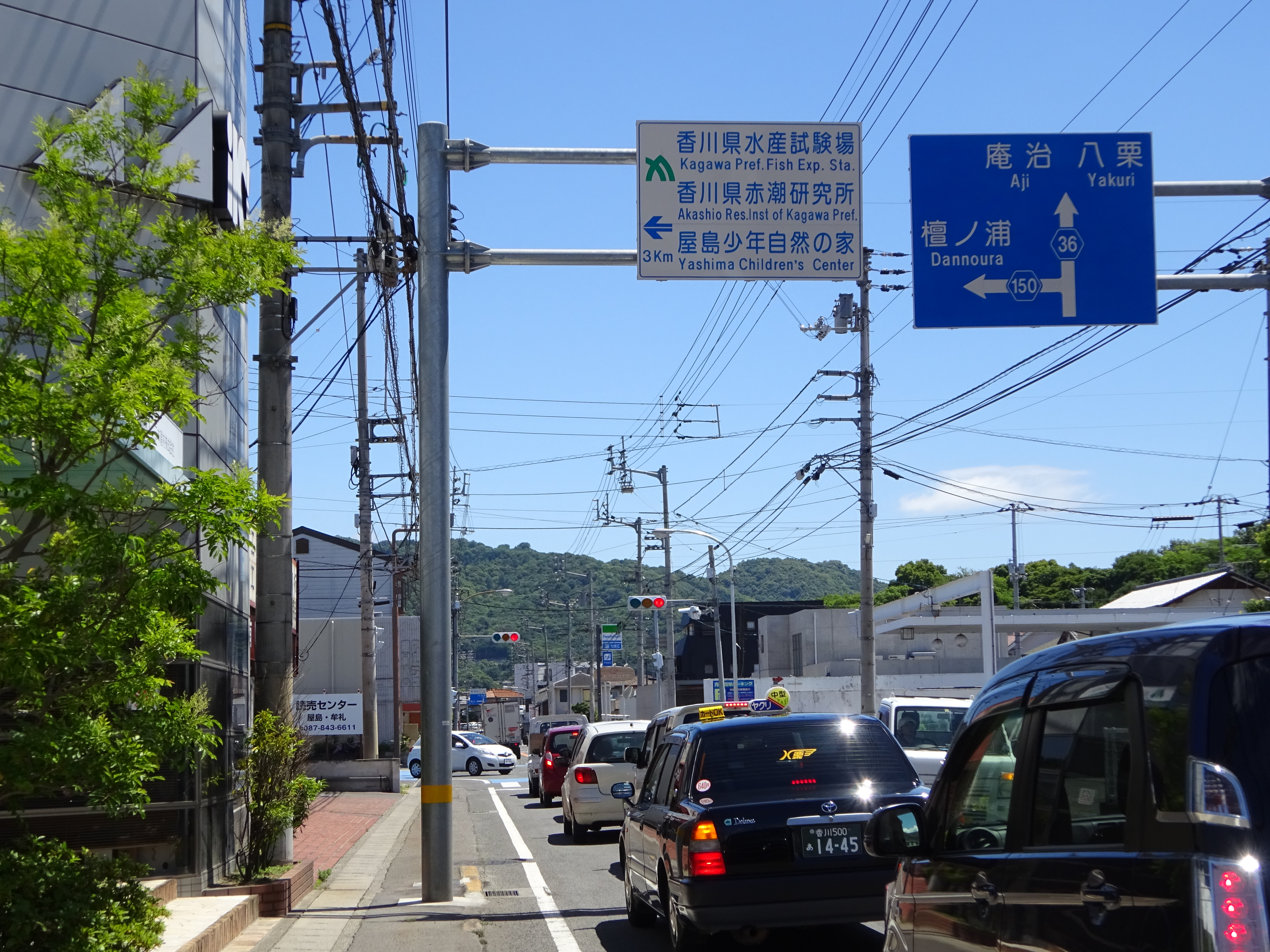
終点の丁字路・県道36号交点